# Csokvaomány
Csokvaomány este un sat în districtul Ózd, județul Borsod-Abaúj-Zemplén, Ungaria, având o populație de 928 de locuitori (2011). 

## Demografie
Componența etnică a satului Csokvaomány
     Maghiari (98,08%)
     Romi (1,92%)
Componența confesională a satului Csokvaomány
     Romano-catolici (61,31%)
     Fără religie (6,9%)
     Reformați (4,96%)
     Necunoscută (25,65%)
     Alte religii (1,94%)
Conform recensământului din 2011, satul Csokvaomány avea 928 de locuitori. Din punct de vedere etnic, majoritatea locuitorilor (98,08%) erau maghiari, cu o minoritate de romi (1,92%).  Din punct de vedere confesional, majoritatea locuitorilor (61,31%) erau romano-catolici, existând și minorități de persoane fără religie (6,9%) și reformați (4,96%). Pentru 25,65% din locuitori nu este cunoscută apartenența confesională.